# Horismenus cyaneoviridis
Horismenus cyaneoviridis är en stekelart som beskrevs av Girault 1911. Horismenus cyaneoviridis ingår i släktet Horismenus och familjen finglanssteklar.
Artens utbredningsområde är Paraguay. Inga underarter finns listade i Catalogue of Life.